# Гуалтьєро Галманіні
Гуалтьеро Галманіні (1909 — 1976) — італійський архітектор і дизайнер. 
1933 закінчив Міланський політехнічний інститут в якому пізніше викладав у 1936—1972 роках. 
Галманіні відомий як архітектор аристократії, оскільки серед його клієнтів, у тому числі для внутрішнього оздоблення, були родини вищої європейської аристократії.
Як архітектор Галманіні з середини 20-х років був під впливом неокласицизму, а в 40—50-х роках — функціоналізму. Галманіні керував унікальною кар'єрою, активно бере участь у відродженні італійського повоєнного дизайну.

Galmanini & Piero Portaluppi (1960-66)Galmanini & Piero Portaluppi (1960-66)
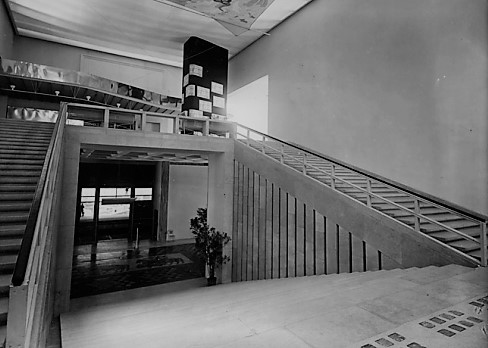
Triennale de Milan, Galmanini, 1947
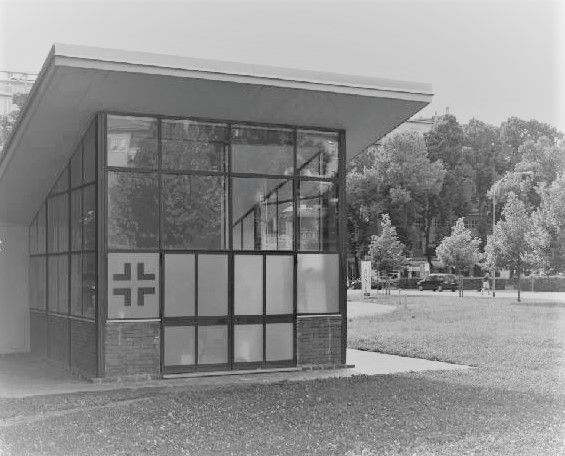
Galmanini, 1958

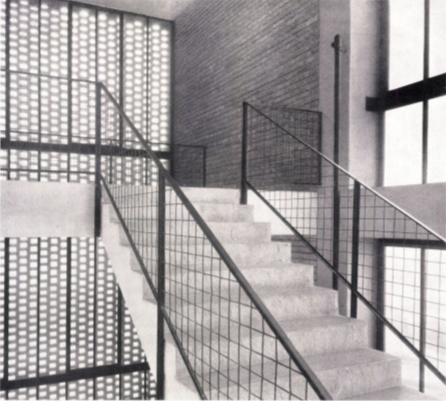
Сходи Галманіні. Секція сходової клітки з деталями сходів італійського дизайнера Гуальтієро Галманіні (1955)
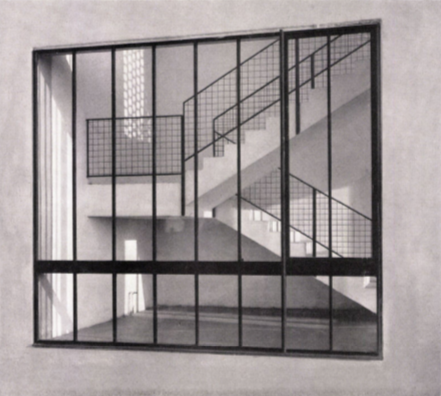
Сходи Галманінін. Вид на сходи, розроблений в 1955 році італійським дизайнером Гуальтіеро Галманіні, Centro del Mobile, Lissone, Італія
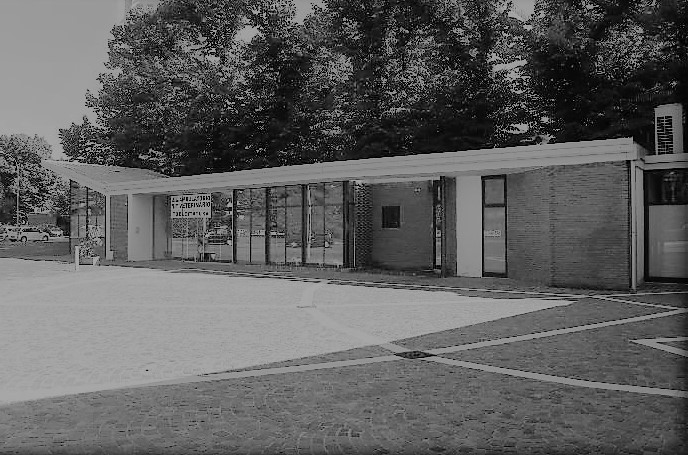
Галманіні, АЗС (колишня), Мантова, Італія (1958)